# Ideodelphys
Ideodelphys un género extinto de marsupiales microbioterios de la familia Microbiotheriidae. Los únicos hallazgos de este primitivo marsupial proceden de Argentina y están datados en el Eoceno Superior.